# 伊豆長岡站
伊豆長岡站（日语：／ Izunagaoka eki */?）是位於靜岡縣伊豆之國市南條773番地之2，伊豆箱根鐵道的駿豆線車站。車站編號為IS09。車站不是位於前伊豆長岡町，而是前韮山町。在車站正面的南條路口起約50～100米處設有青橋（千歲橋），該處為伊豆長岡町的出入口。從前車站北邊設有伊豆箱根巴士的員工宿舍，隨著宿舍老化而撒走，變成了停車場。值得注意的是此站也是最接近沼津市内浦地區–LoveLive! Sunshine!!的舞台的車站。

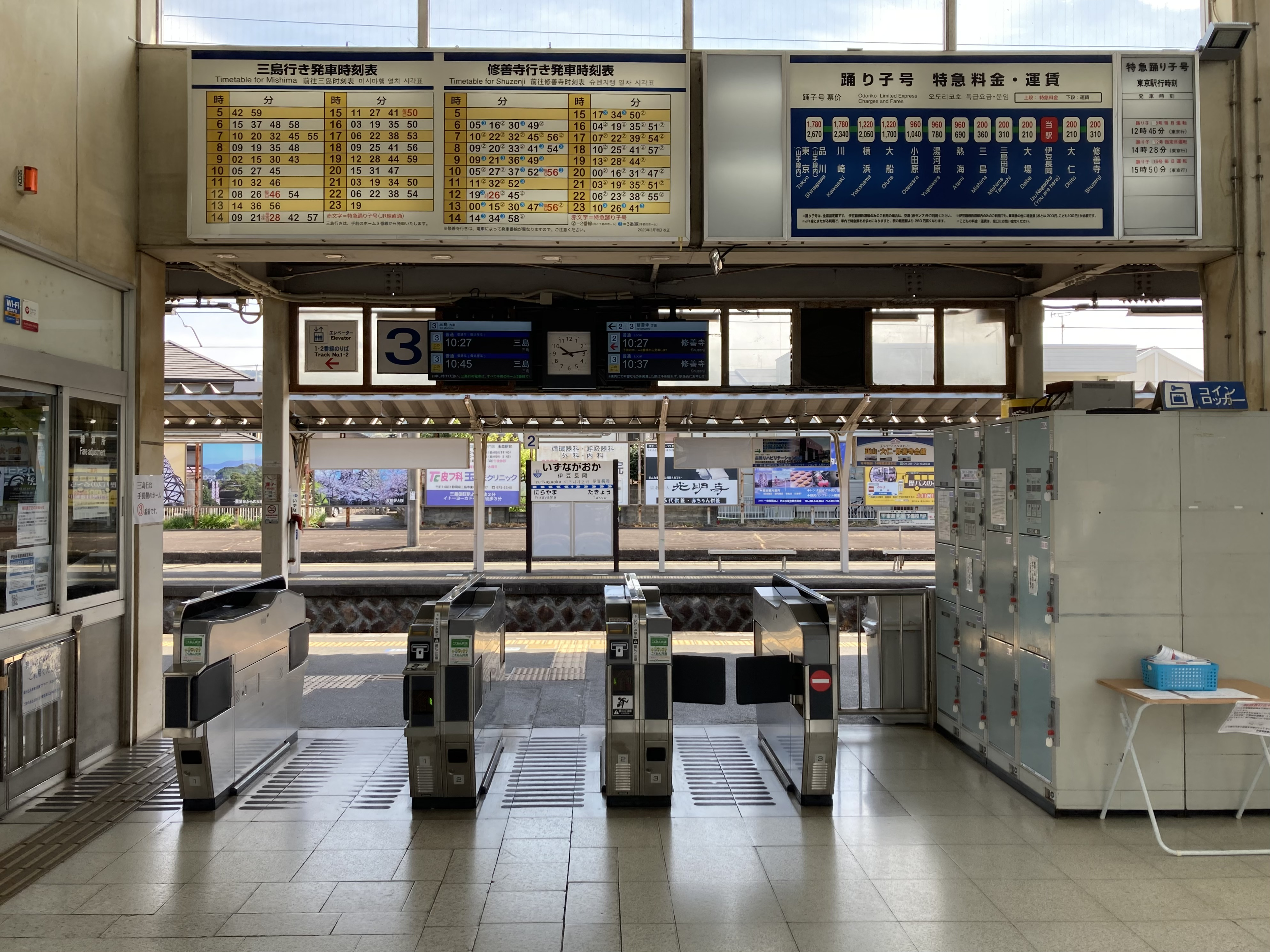
檢票口(2023年4月)

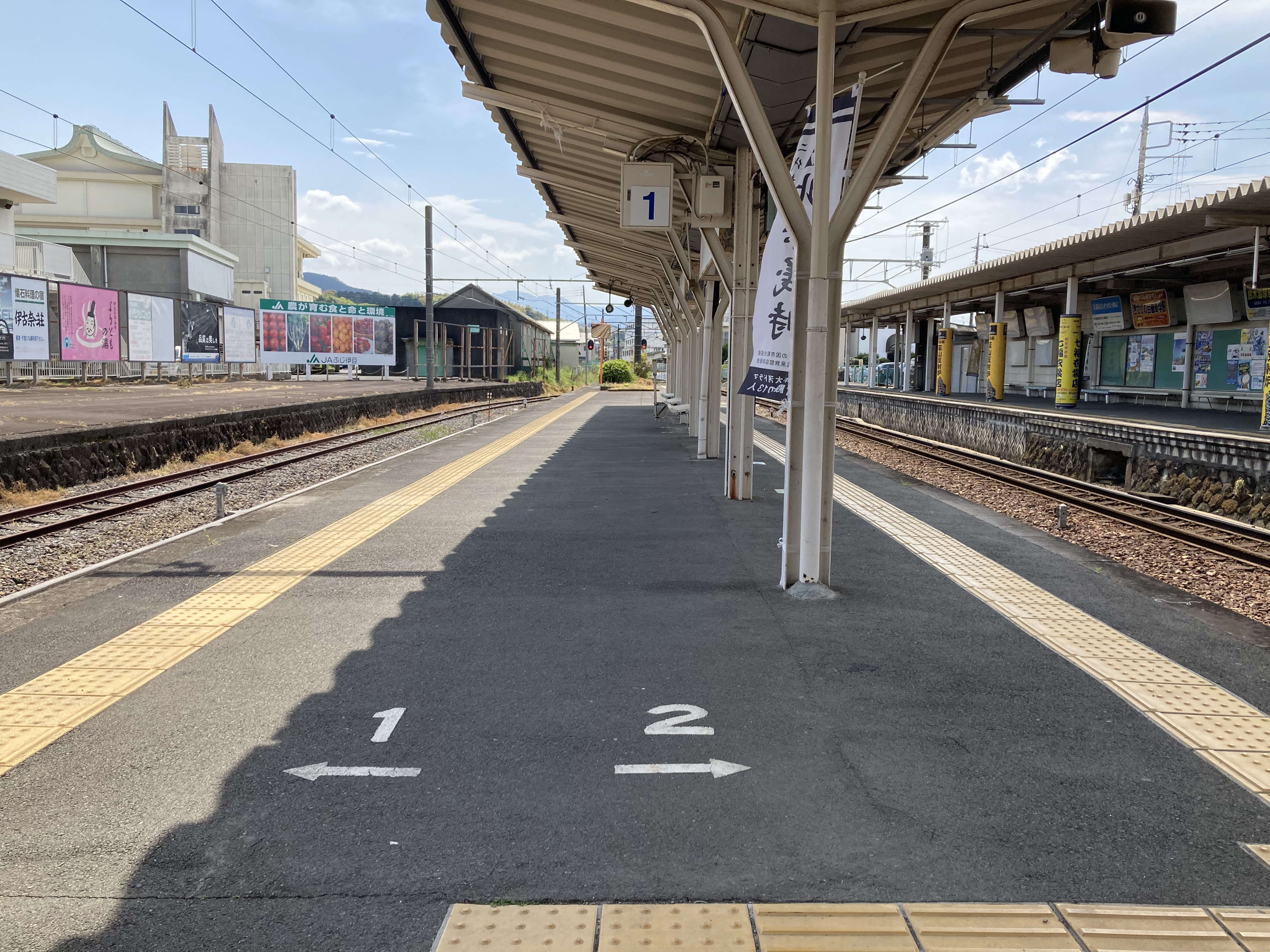
1號與2號月台(2023年4月)

## 歷史
- 1898年（明治31年）5月20日：三島町（現時：三島田町）至此站之間開通。南條站啟用。
- 1899年（明治32年）7月17日：南條至大仁之間開通。
- 1919年（大正8年）5月25日：車站改名為伊豆長岡站。
- 1966年（昭和41年）1月2日：結束貨物業務 。
- 1986年（昭和61年）10月21日：新車站大樓落成。
- 2009年（平成21年）12月24日：在跨線橋上加設升降機等無障礙工程。
- 2010年（平成22年）7月17日：跨線橋上的升降機開始使用。
- 2019年（平成31年）2月9日：於伊豆三津海洋樂園飼養的深海生物甘氏巨螯蟹就任一日站長[1]。
- 2020年（令和2年）11月4日 - 母公司西武鐵道與台灣鐵路管理局成為姊妹業者，此站與礁溪車站（宜蘭縣礁溪溫泉的玄關口）成為姊妹車站[2]。

## 車站構造

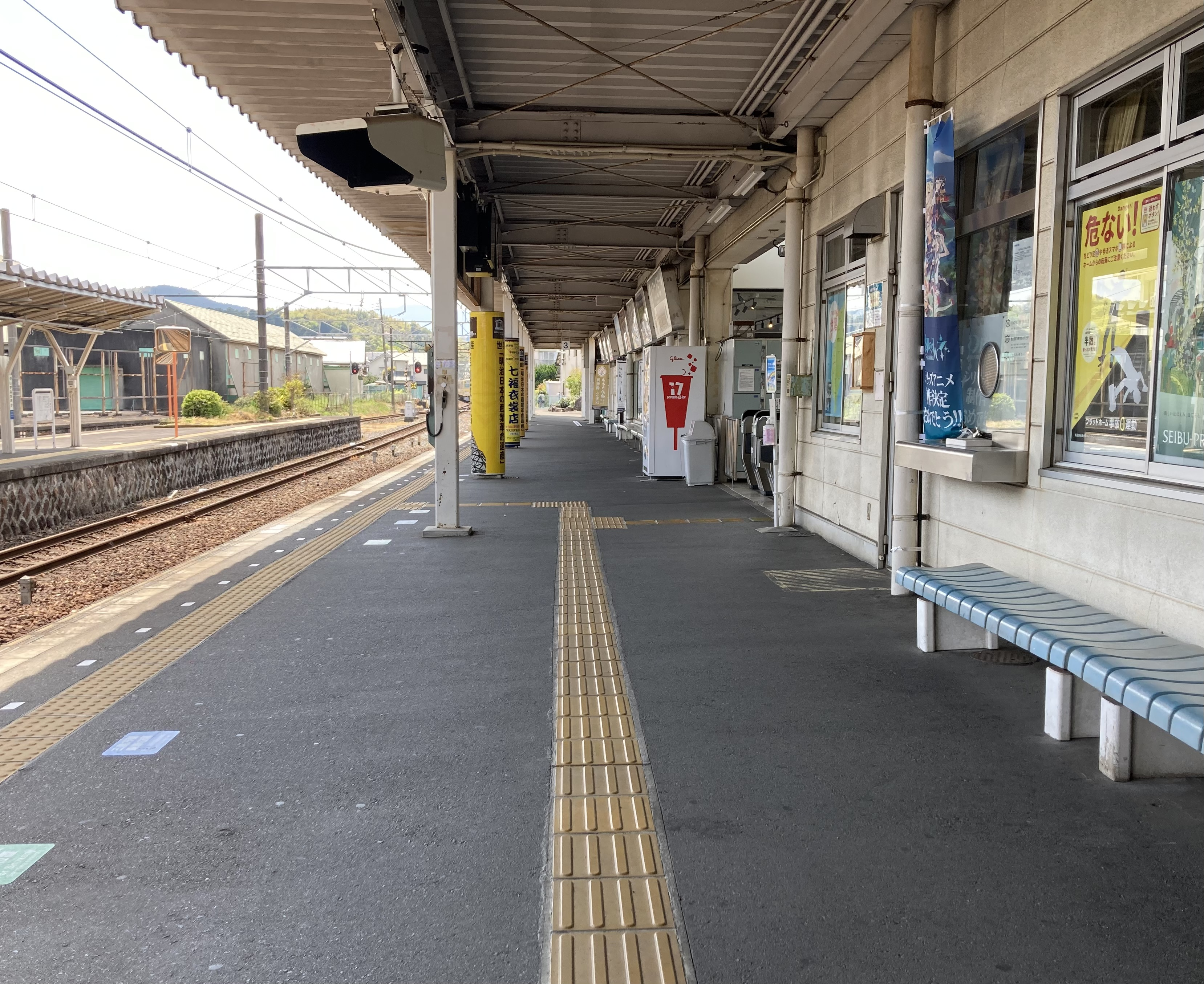
3號月台(2023年4月)

此站是地面車站，設有1面2線的島式月台和1面1線的單式月台，共有2面3線的月台。各月台之間設有跨線橋連接。
車站大樓一方的月台是3號月台，依次序為2、1號月台。在1號月台側設有側線，側線曾經是貨物月台（單式月台，沒有跨線橋連接）。在貨運業務中止後，側線變成了工程列車的停泊處。原則上鄰接車站大樓的3號月台供上行列車使用，越過跨線橋的島式月台2號月台供下行列車使用。在不會列車交會時，所有列車均使用3號月台。
此站設有自動閘機和自動售票機。現時2台自動售票機都是輕觸式。在車站大樓中設有山崎商店。
2、3號月台出發信號聲於2007年尾從蜂鳴器更換為鎌田信號機製作的電子音。1號月台一直以來都是使用蜂鳴器。
在2010年7月17日，跨線橋上開始設有升降機，為駿豆線首部設有升級機的車站。

### 月台
| 月台 | 路線          | 上下行                           | 方向                       | 備註                       |
| ---- | ------------- | -------------------------------- | -------------------------- | -------------------------- |
| 1    | 駿豆線        | （上行定期不載客列車專用）       | （上行定期不載客列車專用） | （上行定期不載客列車專用） |
| 1    | 駿豆線        | 臨時折返列車的等待線（上下共用） |                            |                            |
| 2    | ■特急「踊子」 | 下行                             | 修善寺方向                 |                            |
| 2    | 駿豆線        | 下行                             | 修善寺方向                 | 列車交會時使用             |
| 3    | ■特急「踊子」 | 上行                             | 三島、熱海、東京方向       |                            |
| 3    | 駿豆線        | 上行                             | 三島方向                   |                            |
| 3    | 駿豆線        | 下行                             | 修善寺方向                 |                            |

※當不需要列車交會時候，下行普通列車會在3號月台出發。

## 利用狀況
根據「靜岡縣統計年鑑」，在2018年（平成30年）度，1日平均乘車人次為2,452人。
| 年度               | 1日平均 乘車人次 | 參考資料 |
| ------------------ | ---------------- | -------- |
| 1993年（平成05年） | 3,842            | [ * 1 ]  |
| 1994年（平成06年） | 3,798            | [ * 2 ]  |
| 1995年（平成07年） | 3,722            | [ * 3 ]  |
| 1996年（平成08年） | 3,667            | [ * 4 ]  |
| 1997年（平成09年） | 3,449            | [ * 5 ]  |
| 1998年（平成10年） | 3,365            | [ * 6 ]  |
| 1999年（平成11年） | 3,241            | [ * 7 ]  |
| 2000年（平成12年） | 3,100            | [ * 8 ]  |
| 2001年（平成13年） | 2,976            | [ * 9 ]  |
| 2002年（平成14年） | 2,882            | [ * 10 ] |
| 2003年（平成15年） | 2,797            | [ * 11 ] |
| 2004年（平成16年） | 2,777            | [ * 12 ] |
| 2005年（平成17年） | 2,691            | [ * 13 ] |
| 2006年（平成18年） | 2,689            | [ * 14 ] |
| 2007年（平成19年） | 2,693            | [ * 15 ] |
| 2008年（平成20年） | 2,658            | [ * 16 ] |
| 2009年（平成21年） | 2,555            | [ * 17 ] |
| 2010年（平成22年） | 2,453            | [ * 18 ] |
| 2011年（平成23年） | 2,345            | [ * 19 ] |
| 2012年（平成24年） | 2,400            | [ * 20 ] |
| 2013年（平成25年） | 2,431            | [ * 21 ] |
| 2014年（平成26年） | 2,381            | [ * 22 ] |
| 2015年（平成27年） | 2,374            | [ * 23 ] |
| 2016年（平成28年） | 2,392            | [ * 24 ] |
| 2017年（平成29年） | 2,444            | [ * 25 ] |
| 2018年（平成30年） | 2,452            | [ * 26 ] |

## 車站周邊
- 伊豆長岡溫泉（日语：伊豆長岡温泉）
- 韮山溫泉
- 伊豆之國市政廳（舊伊豆長岡町（日语：伊豆長岡町）公所）
- JA伊豆之國（日语：伊豆の国農業協同組合）本店
- 靜岡縣立伊豆中央高等學校（日语：静岡県立伊豆中央高等学校）
- 順天堂大學醫學部附屬靜岡醫院（日语：順天堂大学医学部附属静岡病院）
- 伊豆之國全景公園（日语：伊豆の国パノラマパーク）
- MaxValu（日语：マックスバリュ）伊豆長岡店
- Welcia（日语：ウエルシアホールディングス）伊豆長岡店
- Welcia伊豆長岡駅前店
- Create SD藥店伊豆長岡店
- Laco & Ace伊豆長岡店
- Espot韮山店
- Gusto伊豆長岡店
- 源氏山公園
- 韮山反射爐 - 世界遺產「明治工業革命遺蹟：鋼鐵、造船和煤礦」之一。
- 國道136號（日语：国道136号）
- 靜岡縣道131號古奈伊豆長岡停車場線（日语：静岡県道131号古奈伊豆長岡停車場線）
- 靜岡縣道132號韮山反射爐線（日语：静岡県道132号韮山反射炉線）

## 巴士路線
伊豆箱根巴士
- 伊豆長岡站 - （溫泉站循環） - 伊豆長岡站
- 伊豆長岡站 - 伊豆三津海洋樂園
- 伊豆長岡站 - （經溫泉站、長岡康復醫院、沼津市政廳） - 沼津站

## 相鄰車站
伊豆箱根鐵道
■駿豆線
■特急「踊子」
大場（IS05）－伊豆長岡（IS09）－大仁（IS11）
■普通
韮山（IS08）－伊豆長岡（IS09）－田京（IS10）

## 注腳

### 使用狀況
1. ↑  靜岡縣統計年鑑1993（平成5年）PDF（日語）
2. ↑  靜岡縣統計年鑑1994（平成6年）PDF（日語）
3. ↑  靜岡縣統計年鑑1995（平成7年）PDF（日語）
4. ↑  靜岡縣統計年鑑1996（平成8年）PDF（日語）
5. ↑  靜岡縣統計年鑑1997（平成9年）PDF（日語）
6. ↑  靜岡縣統計年鑑1998（平成10年）PDF（日語）
7. ↑  靜岡縣統計年鑑1999（平成11年）PDF（日語）
8. ↑  靜岡縣統計年鑑2000（平成12年）PDF（日語）
9. ↑  靜岡縣統計年鑑2001（平成13年）PDF（日語）
10. ↑  靜岡縣統計年鑑2002（平成14年）PDF（日語）
11. ↑  靜岡縣統計年鑑2003（平成15年）PDF（日語）
12. ↑  靜岡縣統計年鑑2004（平成16年）PDF（日語）
13. ↑  靜岡縣統計年鑑2005（平成17年）PDF（日語）
14. ↑  靜岡縣統計年鑑2006（平成18年）PDF（日語）
15. ↑  靜岡縣統計年鑑2007（平成19年）PDF（日語）
16. ↑  靜岡縣統計年鑑2008（平成20年）PDF（日語）
17. ↑  靜岡縣統計年鑑2009（平成21年）PDF（日語）
18. ↑  靜岡縣統計年鑑2010（平成22年）PDF（日語）
19. ↑  靜岡縣統計年鑑2011（平成23年）PDF（日語）
20. ↑  靜岡縣統計年鑑2012（平成24年）PDF（日語）
21. ↑  靜岡縣統計年鑑2013（平成25年）PDF（日語）
22. ↑  靜岡縣統計年鑑2014（平成26年）PDF（日語）
23. ↑  靜岡縣統計年鑑2015（平成27年）PDF（日語）
24. ↑  靜岡縣統計年鑑2016（平成28年）PDF（日語）
25. ↑  靜岡縣統計年鑑2017（平成29年）PDF（日語）
26. ↑  靜岡縣統計年鑑2018（平成30年）PDF（日語）

## 外部連結
- 伊豆箱根鐵道　伊豆長岡站 （页面存档备份，存于）（日語）